# تيم أرمسترونغ (لاعب هوكي جليد)
تيم أرمسترونغ هو لاعب هوكي جليد كندي، ولد في 12 مايو 1967 في تورونتو في كندا.

## وصلات خارجية
- تيم أرمسترونغ على موقع دوري الهوكي الوطني (الإنجليزية)
- تيم أرمسترونغ على موقع EliteProspects.com (الإنجليزية)
- تيم أرمسترونغ على موقع HockeyDB.com (الإنجليزية)
- تيم أرمسترونغ على موقع Hockey-Reference.com (الإنجليزية)